# Podmoklany
Podmoklany (německy Podmoklan) jsou obec v okrese Havlíčkův Brod v Kraji Vysočina. Leží nedaleko Ždírce nad Doubravou. Žije zde 134 obyvatel. Obcí protéká potok Cerhovka, který je pravostranným přítokem řeky Doubravy.

## Historie
První písemná zmínka o obci pochází z roku 1242.

## Přírodní poměry
Jižně od vesnice se nachází přírodní rezervace Zlatá louka. Druhým chráněným územím v katastrálním území obce je přírodní rezervace Mokřadlo.

## Obyvatelstvo
| Rok            | 1869 | 1880 | 1890 | 1900 | 1910 | 1921 | 1930 | 1950 | 1961 | 1970 | 1980 | 1991 | 2001 | 2011 | 2021 |
| -------------- | ---- | ---- | ---- | ---- | ---- | ---- | ---- | ---- | ---- | ---- | ---- | ---- | ---- | ---- | ---- |
| Počet obyvatel | 393  | 411  | 407  | 475  | 447  | 400  | 355  | 221  | 217  | 192  | 181  | 173  | 163  | 126  | 130  |
| Počet domů     | 55   | 56   | 55   | 57   | 59   | 59   | 61   | 69   | 52   | 49   | 48   | 61   | 64   | 65   | 74   |

## Obecní správa
Mezi lety 1869–1950 Podmoklany byly obcí v okrese Chotěboř. V letech 1961–1985 patřily jako část obce k Hornímu Studenci v okrese Havlíčkův Brod. Od 1. července 1985 do 23. listopadu 1990 patřily jako část města k Ždírci nad Doubravou a od 24. listopadu 1990 jsou opět samostatnou obcí.

### Části obce
- Podmoklany
- Branišov – Osada se nalézá 1 km jihozápadně od Podmoklan. Je zde myslivna a známá myslivecká střelnice. První písemná zmínka o Branišově se vztahuje k roku 1242. V letech 1869–1960 pod Podmoklany jako tato osada spadal, ten je částí obce znovu od 24. listopadu 1990.[7]
- Hudeč – Osada leží v údolí v nadmořské výšce 570 m. Od Podmoklan je vzdálena asi 1 km severně. Nachází se zde zvonička a sedm domů chráněných jako kulturní památka. V osadě je rovněž truhlárna.

### Obecní symboly
Znak a vlajka byly obci uděleny rozhodnutím předsedy Poslanecké sněmovny Parlamentu České republiky dne 9. dubna 2002.

## Galerie

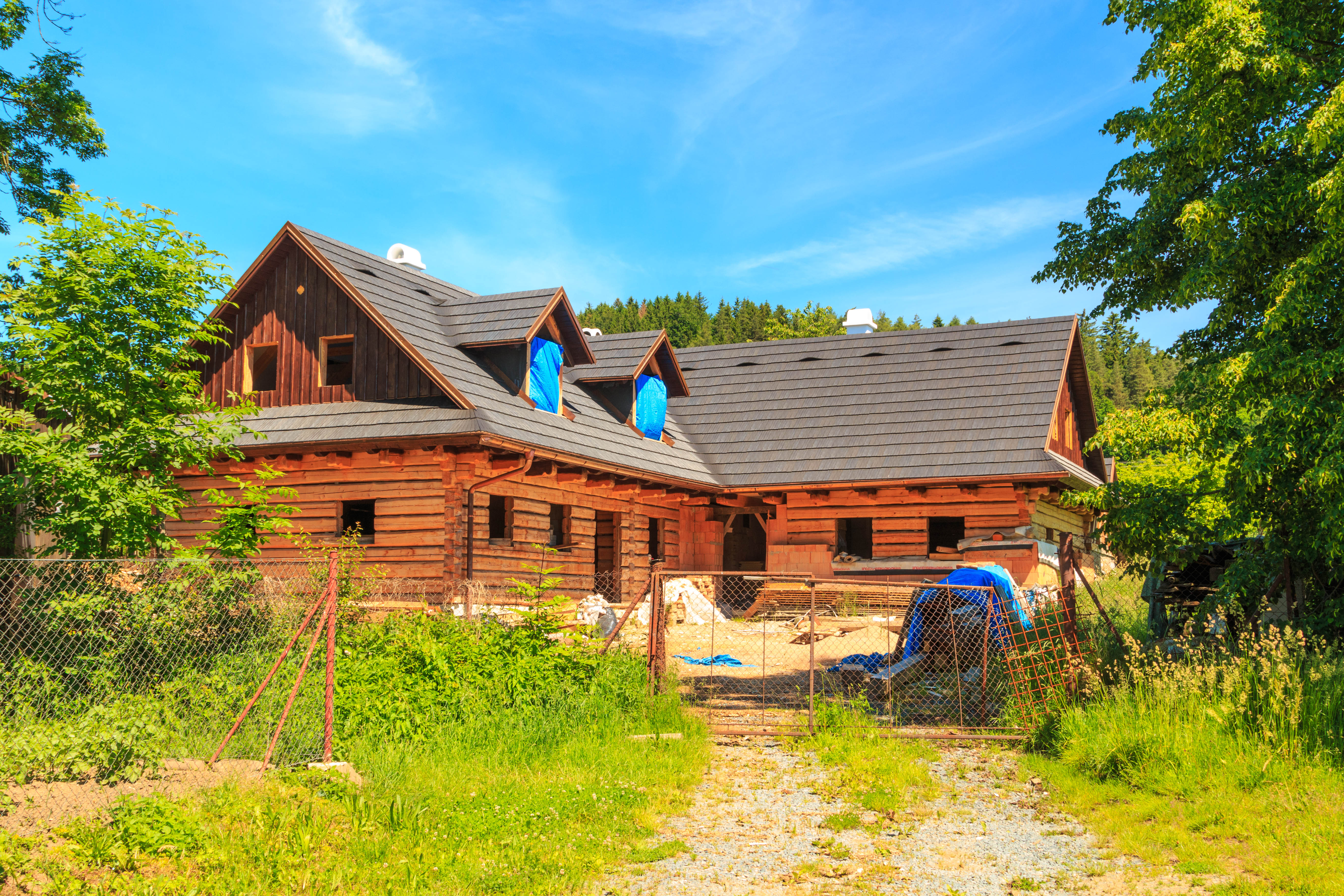
Bývalá kovárna
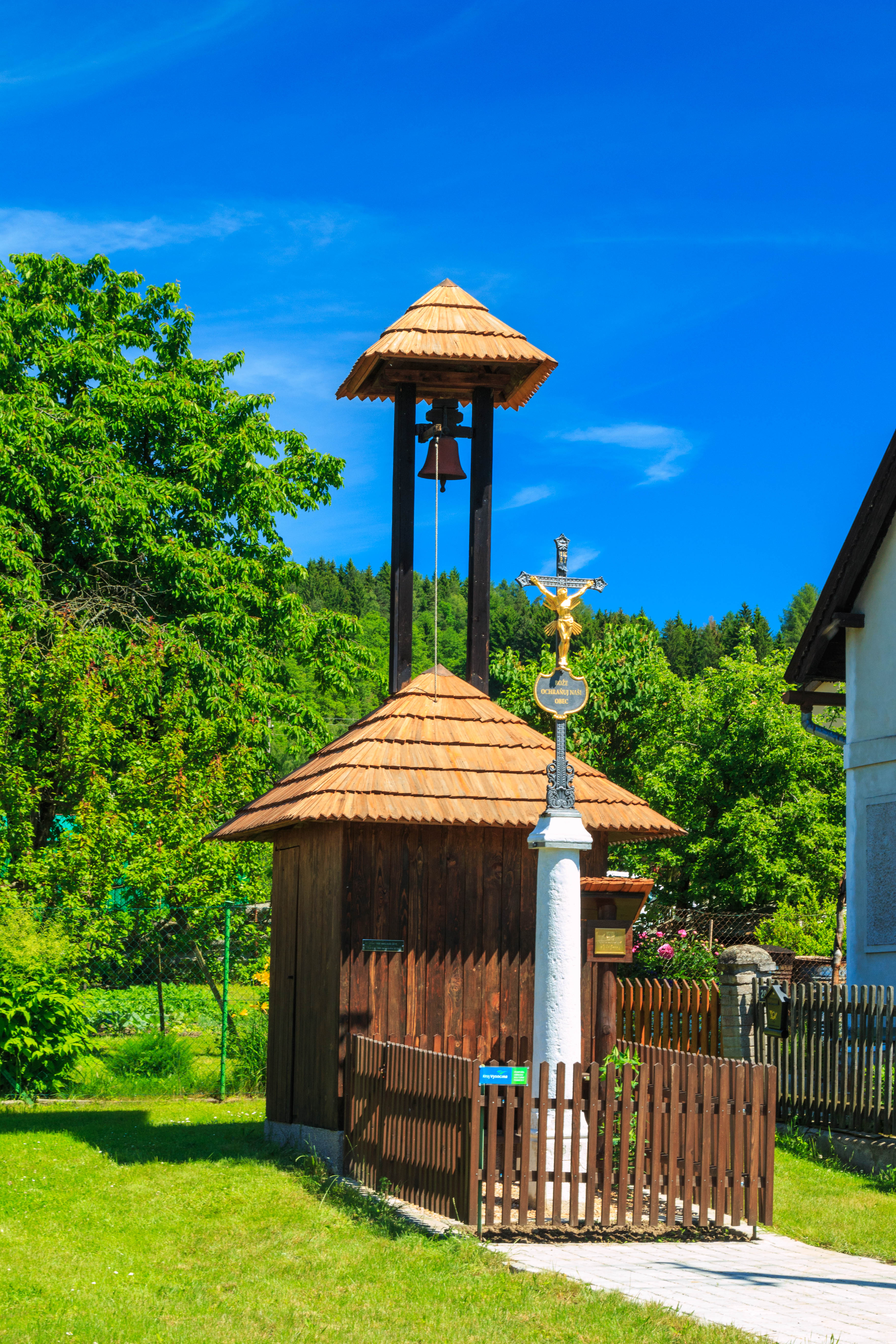
Zvonička
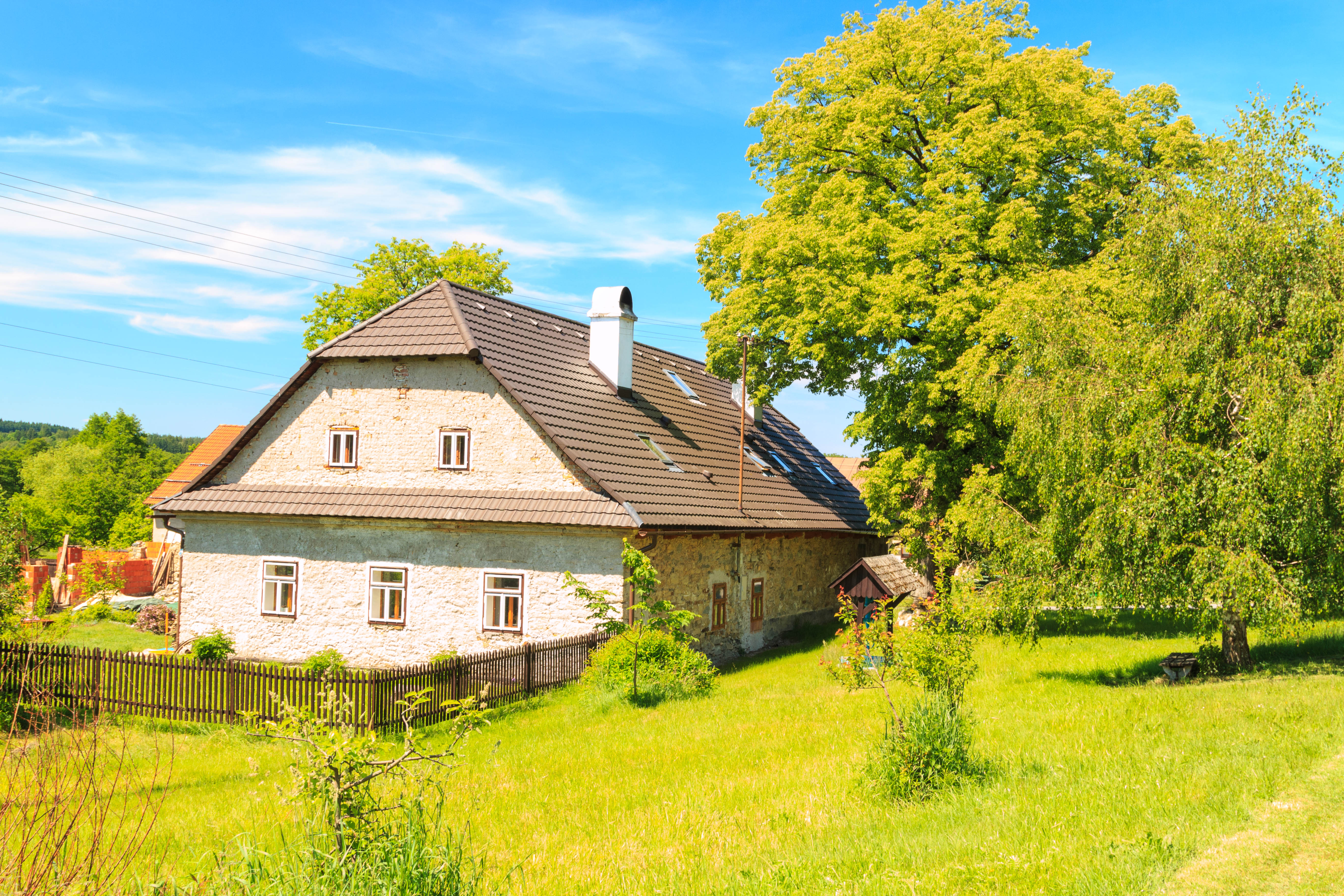
Čp. 8
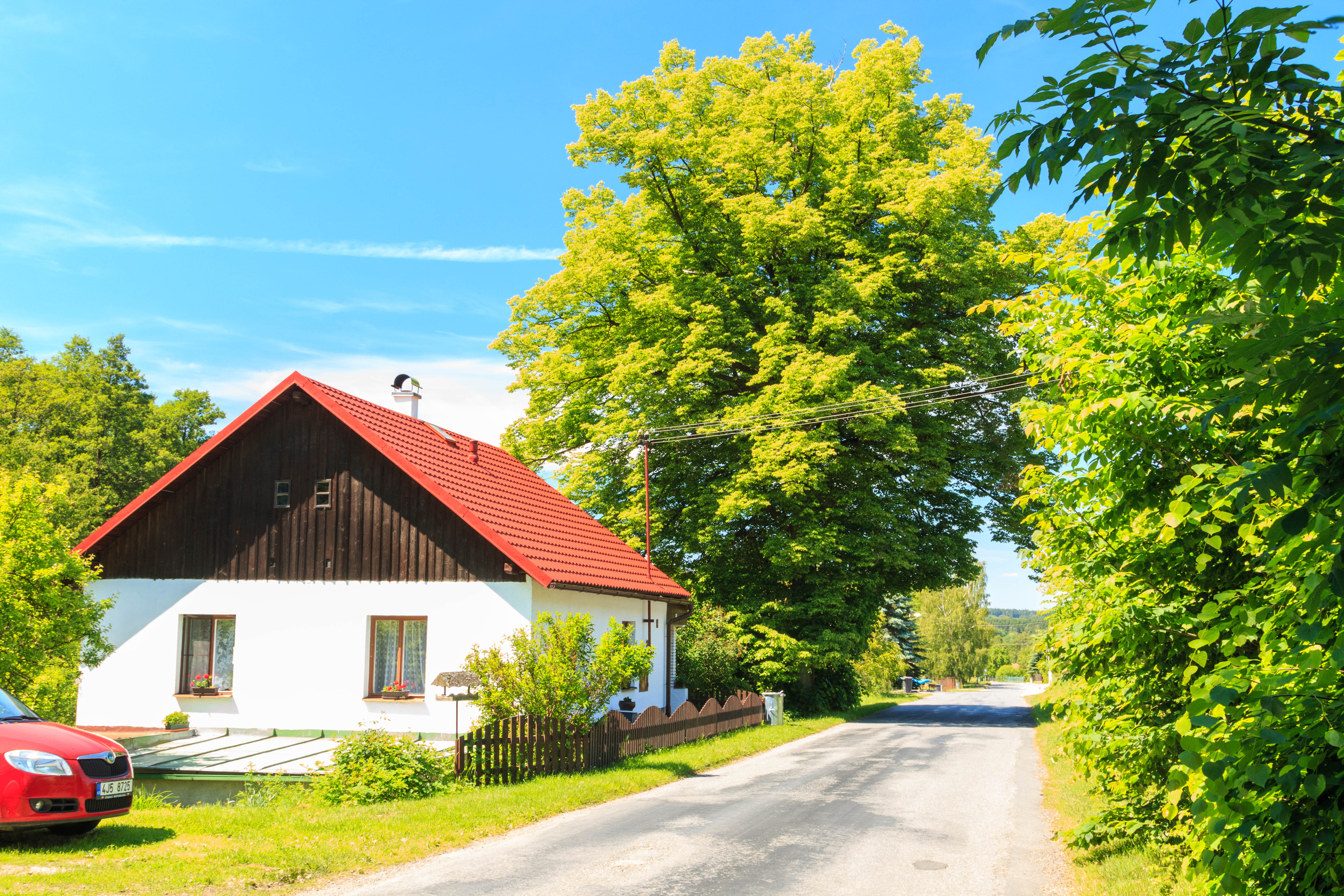
Čp. 102